# 연상은
연상은(延尙恩, 1989년 9월 26일 ~ )은 대한민국의 방송인이다. 2013년부터 2014년까지 XTM, 2015년에는 Sky Sports에서 스포츠 아나운서로 활동한다.

## 학력
- 성신여자대학교 국어국문학과 문학사

## 경력
- 2013년 ~ 2014년 XTM 아나운서
- 2015년 Sky Sports 아나운서
- 2017년 5월 ~ 2019년 3월 KL스타엔터테인먼트 전속게약
- 2019년 3월 ~ 야마 엔터테인먼트 전속계약

## 방송
- 베이스볼 워너비